# This Is How the World Ends
This Is How the World Ends to amerykański film krótkometrażowy z 2000 roku, napisany i wyreżyserowany przez twórcę kina niezależnego Gregga Araki, a także tytuł anulowanego projektu telewizyjnego. Firma MTV Networks zleciła Araki'emu pracę przy szykowanym przez siebie serialu młodzieżowym, który miał powstać przy budżecie wynoszącym półtora miliona dolarów. Wkrótce okazało się, że MTV zaoferuje reżyserowi jedynie siedemset tysięcy dolarów, nadal szukając wsparcia finansowego dla projektu. Araki przekonał prezesów MTV Networks, by za zgromadzony kapitał nakręcić pilot serialu. Po emisji pierwszego odcinka projekt został anulowany i wycofany z telewizji.

## Fabuła
Casper, przeciętny nastolatek, jest desperacko zakochany w rówieśniczce ze szkoły, Christmas. Ta jednak woli towarzystwo przystojniejszych chłopców. Gdy najbliższy przyjaciel Caspera okazuje się kochankiem jego wiecznie zapracowanej matki, licealista traci wiarę w sens istnienia. Tymczasem koleżanka bohatera, Sluggo, zaczyna spotykać się z ekscentryczną lesbijką Magentą, podającą się za wiedźmę.

## Obsada
- Alan Simpson – Casper Van Dyke
- Molly Brenner − Sluggo
- Tac Fitzgerald − Miles
- Kelli Garner − Christmas
- Michelle Ongkingco − Magenta
- Lucas Babin − Flash
- James Duval − Blue
- Cynthia Gibb − Nicole Van Dyke
- Michael J. Anderson − przestępca-karzeł
- Bryan Kirkwood − Dex
- Denny Kirkwood − Dez
- Bret Roberts − Jared
- Justin Pierce − Zombie
- Joel Michaely − Bruce
- Jaason Simmons − Australijczyk
- Sasha Mitchell − policjant
- Candy Clark − kierowca autobusu